# Sinezona confusa
Sinezona confusa là một loài ốc biển nhỏ, là động vật thân mềm chân bụng sống ở biển trong họ Scissurellidae.